# Ottawa-Carleton District School Board
 (décembre 2021).
Si vous disposez d'ouvrages ou d'articles de référence ou si vous connaissez des sites web de qualité traitant du thème abordé ici, merci de compléter l'article en donnant les références utiles à sa vérifiabilité et en les liant à la section « Notes et références ».
L'Ottawa-Carleton District School Board est le conseil scolaire des écoles publiques anglophones d'Ottawa. C'est le plus grand conseil scolaire de la ville d'Ottawa avec 147 établissements scolaires, dont :
- 116 écoles élémentaires, y compris deux centres spécialisés
- 26 écoles secondaires, y compris l'Adult High School, pour la formation des adultes
- 5 écoles secondaires alternatives

Le conseil dessert un territoire de 2 760 km2..

## Voir Aussi